# Friedhof Praunheim

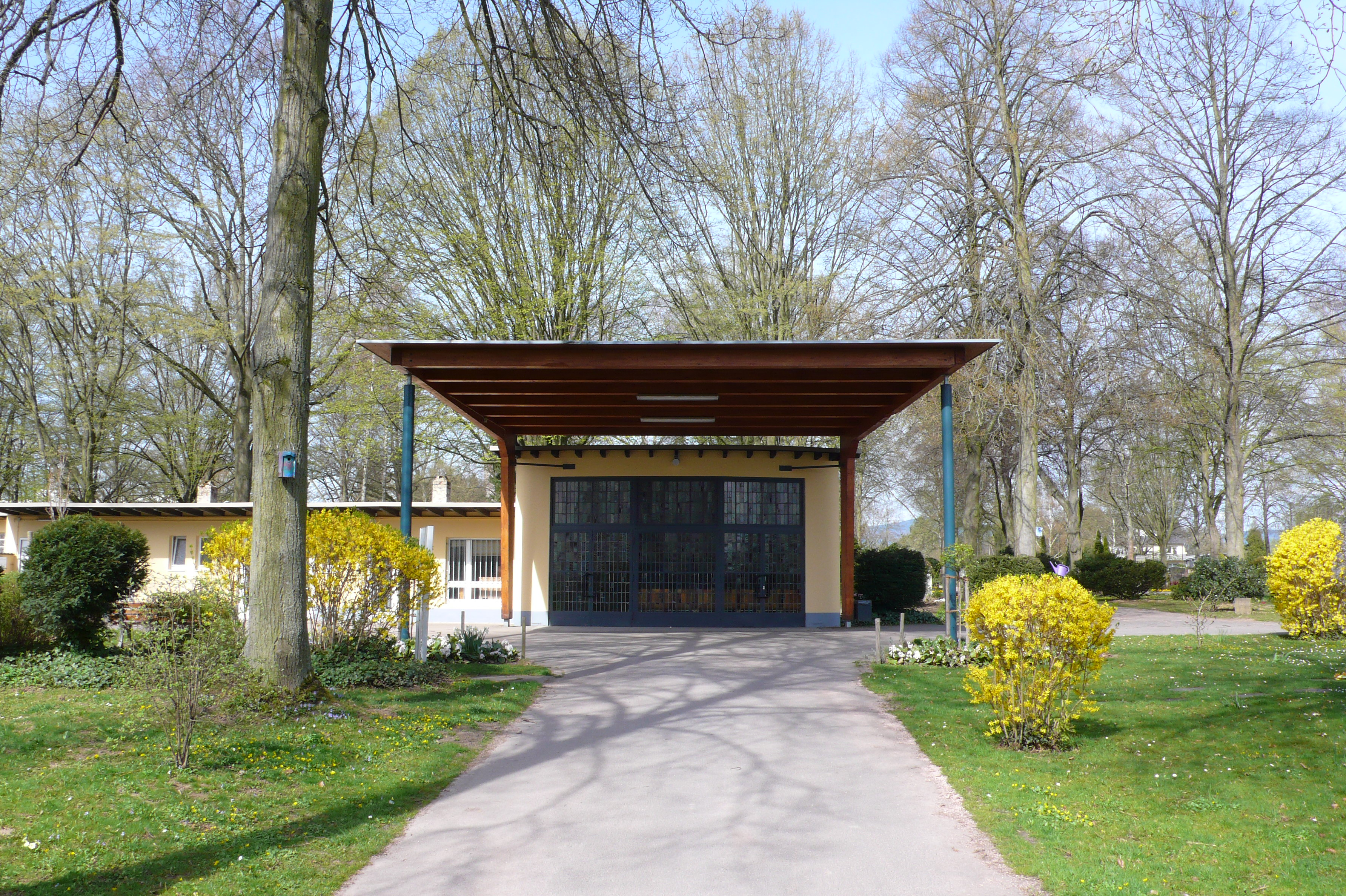
Friedhof Praunheim, Trauerhalle

Der Friedhof Praunheim ist seit 1840 der Friedhof des heutigen Stadtteils von Frankfurt am Main, Praunheim. Er liegt an der Haingrabenstraße 32. Die ersten Gräber waren die "Freiliegend".
Der früher Friedhof war bis 1835 um die Kirche herum.
Er umfasst eine Fläche von 3,6 Hektar. Auf ihm befinden sich 2.600 Gräber. Die Trauerhalle verfügt über 30 Sitzplätze.

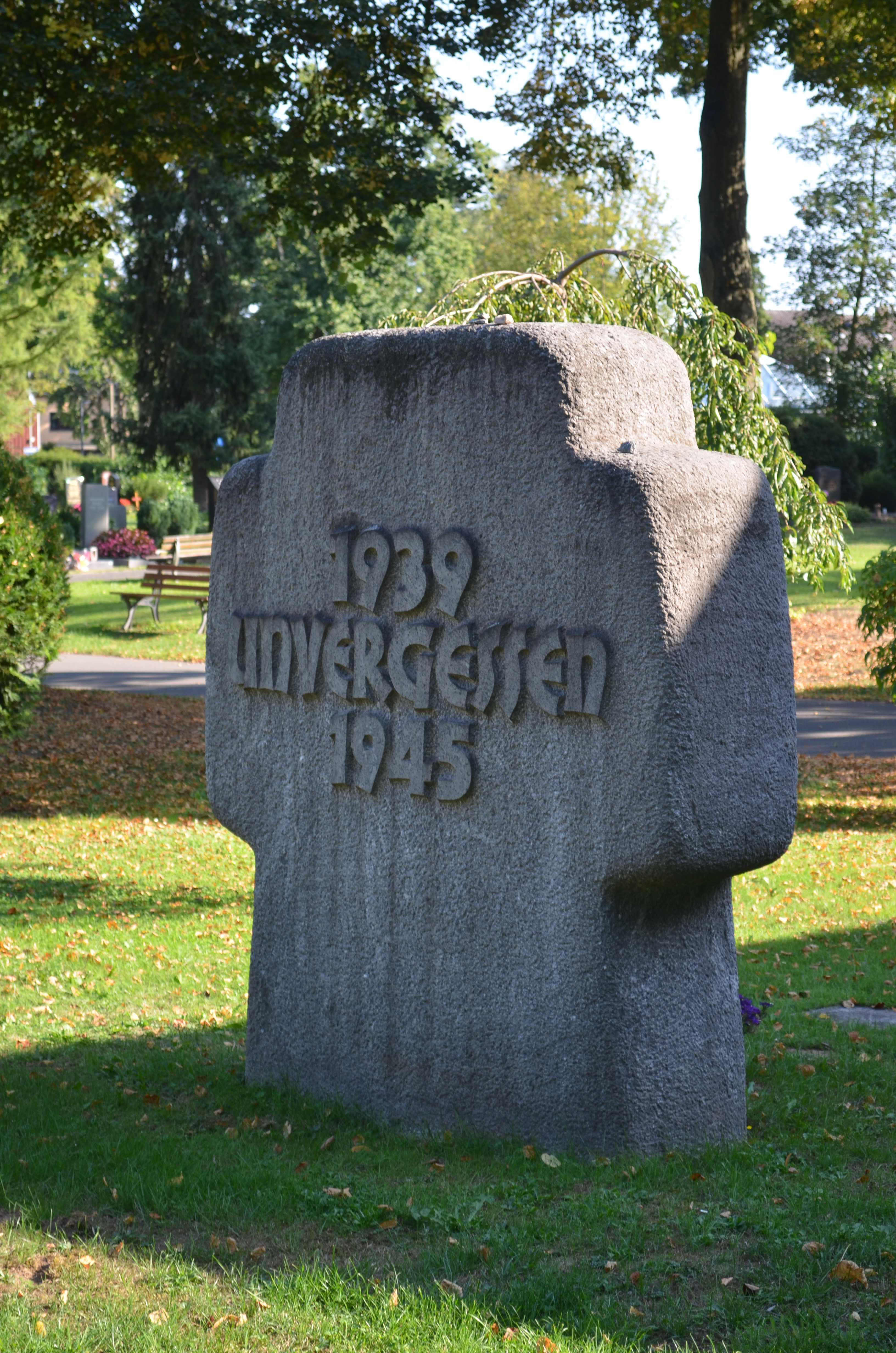
Ehrenmal

Das Ehrenmal für die Kriegstoten dem Friedhof besteht aus einem massigen Steinkreuz für die Toten des Zweiten Weltkriegs auf und einer Gruppe von drei Gedenktafeln. Die erste erinnert an die Toten des Ersten Weltkriegs.
Der ehemalige Friedhof und mit einer Namensliste der aus dem Ersten Weltkrieg Gefallenen, liegen im Außenbereich der Auferstehungskirche.

## Gräber
Eine Reihe von Grabmalen steht unter Denkmalschutz.
| Bild | Gewann  | Name(n)       | Jahr | Steinmetz       | Beschreibung |
| ---- | ------- | ------------- | ---- | --------------- | --- |
|      | A/1     | Kellner       | 1943 | Hölters         | Schlichter Pfeiler aus geschliffenem Granit mit stilisiertem Blütenrelief in wappenförmigem Spiegel.                                                  |
|      | A/2     | Walther       | 1965 | Heinrich Knorr  | Gebauchte Stele aus geschliffenem Granit mit graviertem Kreuz.                                                                                        |
|      | A/3     | Krüger        | 1944 | 0               | Pfeilerstele aus poliertem roten Granit mit graviertem Christusmonogramm.                                                                             |
|      | A/4     | Griesinger    | 1944 | 0               | Pfeilerstele aus rotem Sandsteine mit Kreuzrelief. |
|      | A/5     | Jäger         | 1944 | 0               | Pfeilerstele aus poliertem grauen Granit mit erhabener Schrift und einem von den griechischen Buchstaben Alpha und Omega flankierten Kreuz.           |
|      | A/28    | Muth          | 1951 | L + M Ludascher | Wandstele aus geschliffenem roten Sandstein. Über der reliefierten Inschrift befindet sich ein Flachrelief eines Pilgers vor einem Kreuz.             |
|      | A/287   | Sattler-Schad | 1946 | 0               | Schmucklose Pfeilerstele aus poliertem Granit mit Schriftgravur.                                                                                      |
|      | A/289   | Schiller      | 1946 | 0               | Pfeilerstele mit vierseitig rundbogigem Abschluss aus poliertem roten Granit. Die Bronzeinschrift ist erhaben, darüber eine reliefierte Blumenschale. |
|      | A/290   | Zellekens     | 1947 | 0               | Pfeilerstele mit vierseitig rundbogigem Abschluss aus geschliffenem Travertin mit gravierter Schrift und Kreuz.                                       |
|      | Frl/56  | Hubel         | 1935 | 0               | Stele in expressionistisch übersetzter Form einer Ädikula mit eingeschriebenem Kreuz.                                                                 |
|      | Frl/192 | Rühl          | 1844 | 0               | Neogotische Ädikula mit reicher Maßwerkverzierung aus rotem Sandstein.                                                                                |